# Phoenix Municipal Stadium
Das Phoenix Municipal Stadium ist ein Baseballstadion in Phoenix, Arizona. Es wird oft kurz als Phoenix Muni bezeichnet. Das Stadion wurde 1964 gebaut und bietet Platz für 8775 Personen. Derzeit ist es die Heimat der Arizona State Sun Devils, die zu Beginn der Saison 2015 in das Phoenix Municipal Stadium umgezogen sind. Es ist das ehemalige Frühjahrstrainingszentrum der Oakland A's (1982–2014). Die San Francisco Giants trainierten von 1964 bis 1981 im Frühjahr im Stadion und zogen dann ins Scottsdale Stadium um.

## Geschichte

### Old Phoenix Municipal Stadium (1936–1963)
Das ursprüngliche Phoenix Municipal Stadium befand sich in der Nähe des Stadtzentrums von Phoenix. Der Ballpark wurde 1936 eröffnet und bot Platz für etwa 3000 Zuschauer. Die Beleuchtung wurde bis 1937 installiert.
Das alte Stadion wurde für verschiedene lokale Baseballspiele, Ringen und Hunderennen genutzt, bis 1946 die New York Giants Vorkehrungen trafen, um dort mit dem Frühjahrstraining zu beginnen. Das Stadion musste renoviert werden und es wurde eine einstweilige Verfügung gegen die Veranstaltung weiterer Hunderennen auf dem Stadiongelände erwirkt, um die Giants in die Stadt zu bringen.
Am 9. März 1947 spielten die Giants ihr erstes Spiel im Stadion gegen die Cleveland Indians. Die Giants besiegten die Indians vor 8000 Zuschauern mit 8-7.
Die Giants erneuerten im April 1947 ihre Vereinbarung, bis 1950 im Stadion zu bleiben und spielten schließlich bis 1963 im Stadion. Anschließend zogen sie ins neue um.

### Phoenix Municipal Stadium (seit 1964)
Der Stadtrat von Phoenix genehmigte am 4. Juni 1962 den Bau eines neuen Stadions im Papago-Park, das das alte Stadion vollständig ersetzen sollte. Der Bau verzögerte sich jedoch um ein Jahr, zum Teil weil das Stadion teilweise durch den Verkauf des Grundstücks, auf dem das alte Stadion stand, finanziert werden sollte – nur ein einziger Bieter erschien bei der Versteigerung und bot nur auf dem Parkplatz, was eine Finanzierungslücke hinterließ.
Das erste Frühjahrstrainingsspiel wurde am 8. März 1964 ausgetragen, in dem die Giants Cleveland mit 6-2 schlugen. Willie Mays schlug den ersten Homerun im Park vor 8582 Zuschauern. Bei der Einweihungsfeier waren Kommissar Ford Frick, National-League-Präsident Warren Giles und Giants-Eigentümer Horace Stoneham anwesend.
1981 unterzeichneten die San Francisco Giants eine Vereinbarung über den Umzug in das Scottsdale Stadium, weil die Stadt Phoenix die beantragten Renovierungsarbeiten nicht durchgeführt hat. Die Oakland Athletics, die zuvor in Scottsdale trainiert hatten, unterzeichneten einen Sieben-Jahres-Pachtvertrag für den Umzug in das Phoenix Municipal Stadium. Die A's renovierten die Dugouts und den Trainingskomplex.

## Beleuchtung

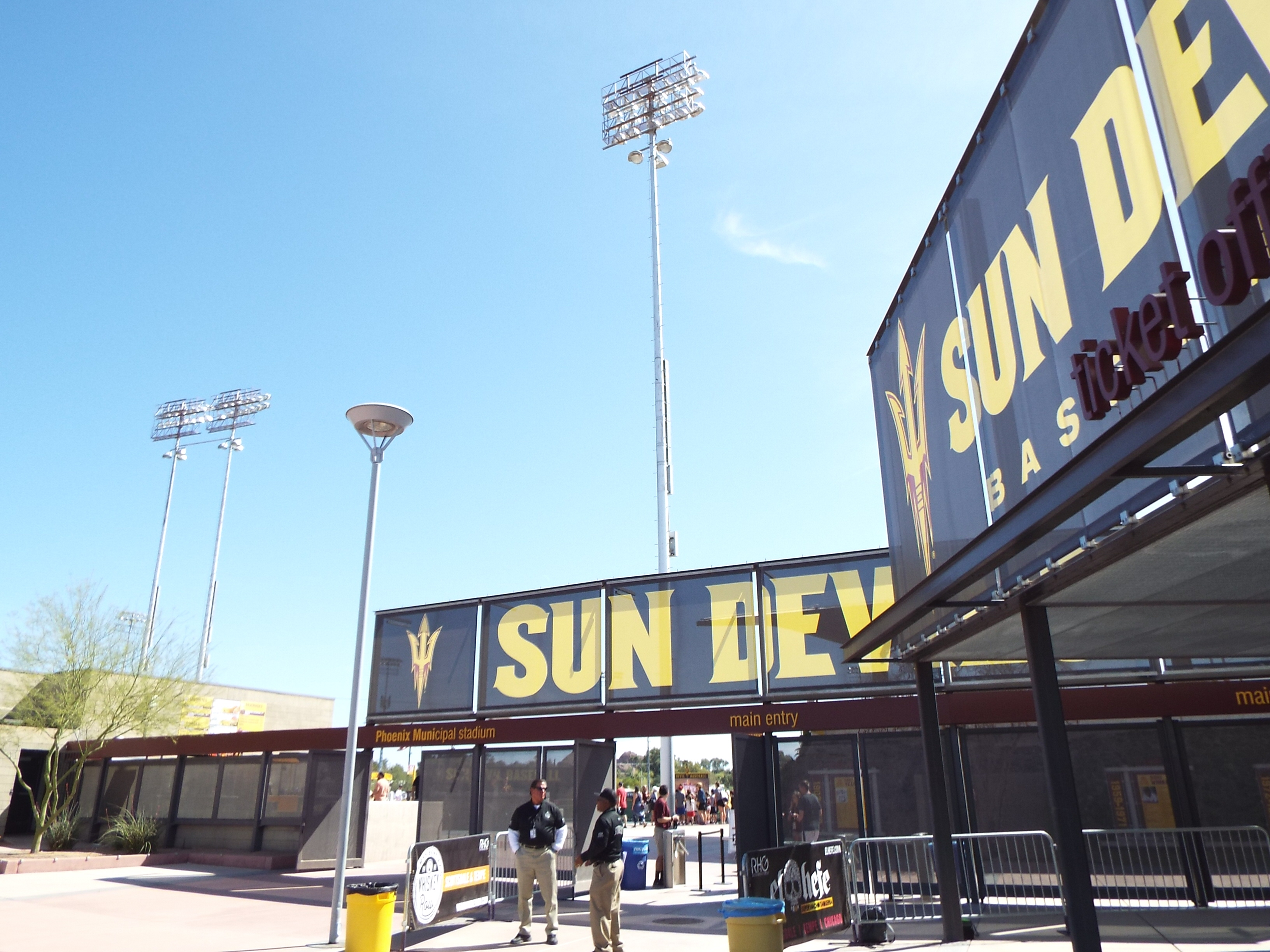
Die Beleuchtung im Phoenix Municipal Stadium

Die Lichtmasten des Stadions sind die ursprünglichen Lichtmasten, die 1940 auf dem Polo Grounds in New York City aufgestellt wurden. Sie dienten den Polo Grounds bis 1964, als das Stadion abgerissen wurde. Horace Stoneham, der Eigentümer der Giants, lieferte die Lichtmasten nach Phoenix.